# 勃律

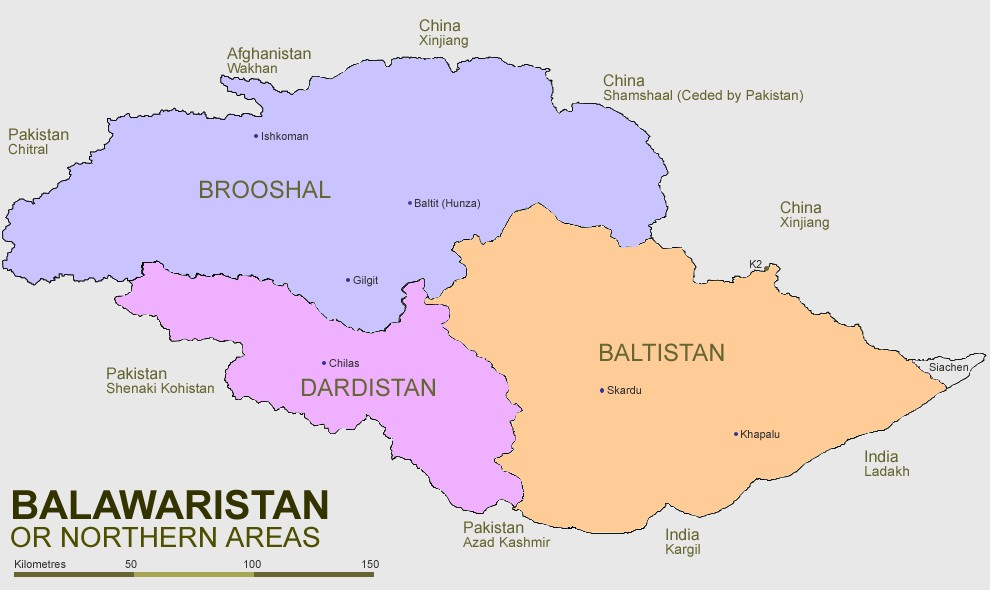
勃律所在位置.

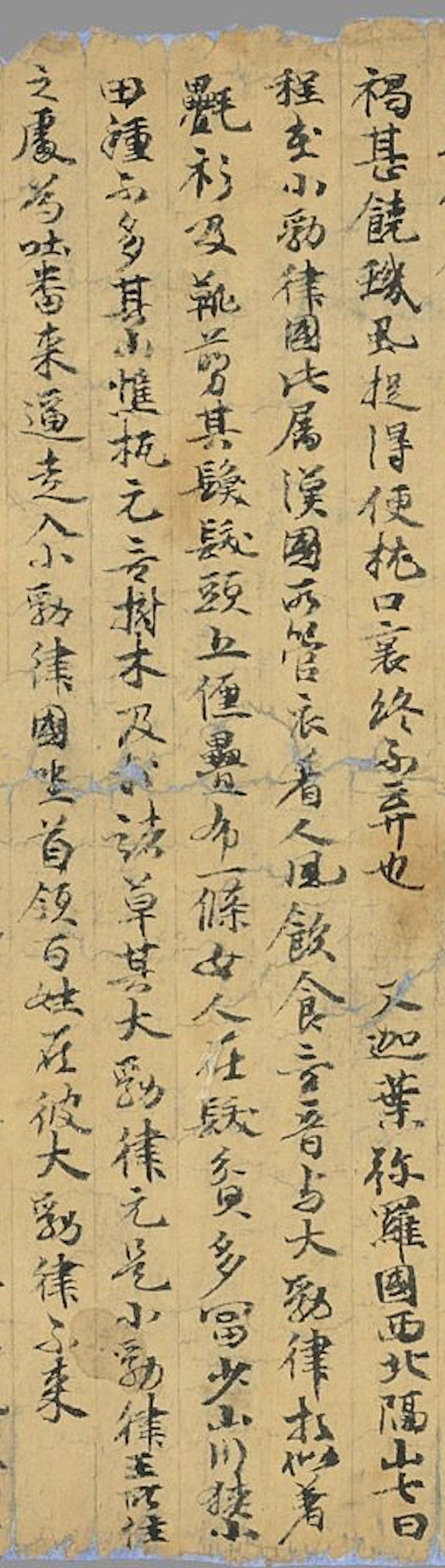
慧超的《往五天竺国传》关于勃律的部分

勃律（Patola Shahis或Palola Shahis之后吐蕃译Bruzha），克什米尔北部印度河流域古国，扼印度、中亚和西藏之间的交通要道。
中国自东晋开始在史籍中记载此国，有波伦、钵卢勒、钵露勒、钵露罗、钵罗、勃律等不同译名，唐朝多称勃律，地原在今巴控喀什米爾巴尔蒂斯坦一带（今别称小西藏）。
7世纪初，为吐蕃帝國击破，分裂成为大勃律和小勃律两个国家，留居原地巴尔蒂斯坦者称大勃律，向西北迁移至罕札河谷即今吉尔吉特地方的称为小勃律，两地相距约150公里。大勃律於686年被吐蕃征服，不甘於吐蕃統治的人逃到小勃律，不過小勃律也在700年前後為吐蕃所征服。
武后万岁通天二年（697年）至唐玄宗开元年间，大勃律三次遣使入唐。唐王朝先后册立其君主。开元初年的714年，小勃律王没谨忙因为受到吐蕃的压迫，亲自入长安表示臣服唐朝。由于小勃律是吐蕃进攻唐之安西四镇的要道，因此，唐朝政府认为小勃律是西域西门，必救之地。北庭节度使张孝嵩遣疏勒副使张思礼率西域联军四千救之，没谨忙出兵接应大破吐蕃。此后，722年（开元十年）唐封没谨忙为小勃律王。
没谨忙之后，苏失利之继位小勃律王，740年被吐蕃军击败，被迫臣服吐蕃，迎娶吐蕃公主为妃，吐蕃势力遂深入西域，二十余国皆为吐蕃臣属。此后三任安西节度使田仁琬、盖嘉运、夫蒙灵詧三次讨伐均无功。747年（天宝六載）發生了小勃律之戰，安西节度副使高仙芝受命以马步万人进讨，分兵三路攻占小勃律全境，俘虏小勃律王夫妇，唐改其国号为归仁，设归仁军镇守。此役过后，西域各国重新归附唐朝。
751年高仙芝在怛逻斯之战中大败于大食，唐朝势力仍然未退出中亚西部。天寶十二年(753年)發生了大勃律之戰，安西节度使封常清率军击败依附吐蕃的大勃律国。然而天寶十四年(755年)發生安史之亂，唐朝因此自顧不暇無力經略西域。大勃律之戰遂成為唐帝國最後一次在西域的戰爭，756年小勃律和大勃律及周围地区再次臣服吐蕃。

## 延伸阅读
[在维基数据编辑]